# Mörkbrunt haröra
Mörkbrunt haröra (Otidea bufonia) är en svamp vars fruktkropp liksom den till samma släkte hörande arten stort haröra är skållik och snett inskuren, så att den till utseendet påminner något om ett öra. 
Svampen växer på kalkrika marker i både barrskogar och lövskogar och fruktkroppen framträder under sommar och höst. Den blir mellan 3 och 6 centimeter bred, saknar fot och har en brun till mörkbrun färg.